# Hans Wolff (Filmemacher)

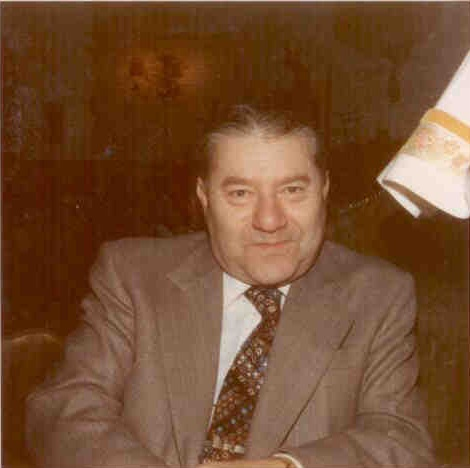
Hans Wolff

Hans Wolff (* 2. Oktober 1911 in Berlin; † 1. Juni 1979 ebenda) war ein deutscher Drehbuchautor, Filmeditor, Herstellungsleiter, Schauspieler und Filmregisseur.

## Leben
Hans Wolff wurde als unehelicher Sohn von Otto Wolff und einer Hausangestellten geboren. Am 15. März 1916 adoptierten ihn Anna (die selber keine Kinder bekommen konnte) und Otto Wolff. Dabei erhielt er den Familiennamen Wolff und ein Jahr später einen neuen Vornamen. Sein ebenfalls adoptierter Bruder war Otto Wolff von Amerongen. Hans Wolff adoptierte selber einen Sohn, der ihm später drei Enkelkinder schenkte.
Hans Wolff studierte Jura an den Universitäten von Freiburg, Bonn und Paris. 1933 erhielt er eine praktische Ausbildung im Kopierwerk der Ufa. Ab 1934 arbeitete er als Schnittmeister und gehörte seit 1936 zum Team der Willi Forst-Film. Dort war er für den Filmschnitt mehrerer bedeutender Wiener Filme von und mit Willi Forst verantwortlich.

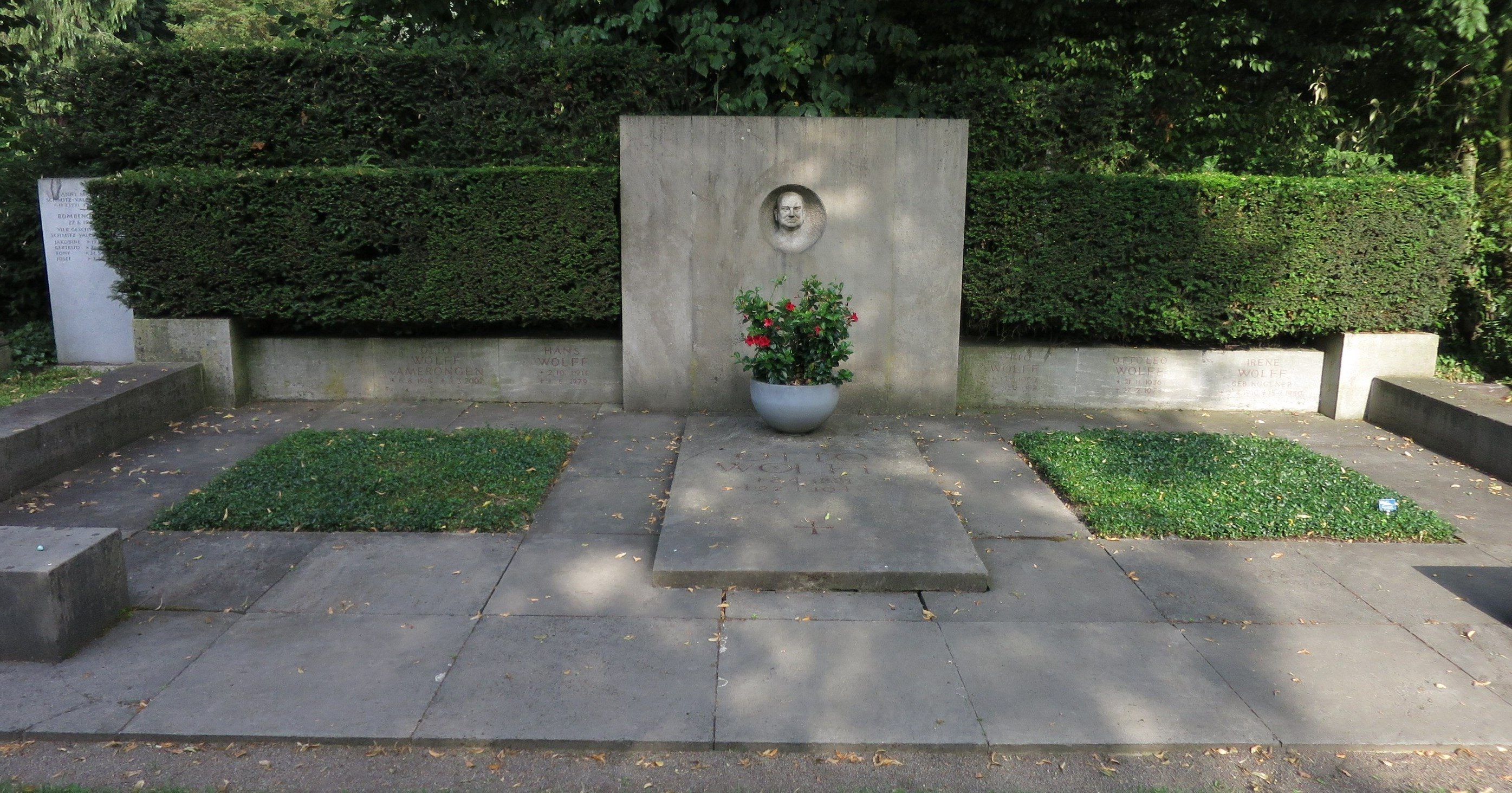
Grabstätte der Familie Wolff

Forst ermöglichte ihm in seiner Eigenschaft als Produzent 1947 mit Der Hofrat Geiger seine erste, auf Anhieb erfolgreiche Filmregie. Kurz darauf gab Wolff in Das singende Haus sein Debüt als Schauspieler. In den 1950er Jahren inszenierte er noch mehrere Filme, die jedoch durchweg keine besondere Aufmerksamkeit fanden.
Wolff wechselte nun zur Herstellungsleitung, gründete die Produktionsfirma Fono-Film GmbH und war auf diese Weise an Bernhard Wickis Aufsehen erregendem Antikriegsfilm Die Brücke beteiligt, außerdem an der Lenz-Adaption Das Feuerschiff und an Wolfgang Staudtes Außenseiter-Story Das Lamm.
Wolff verstarb 1979 im Alter von 67 Jahren und wurde im Familiengrab auf dem Kölner Friedhof Melaten (HWG, zwischen Lit. L+M) beigesetzt.

## Filmografie
- 1934: Die Czardasfürstin (Schnitt)
- 1934: Fürst Woronzeff (Schnitt)
- 1935: Mazurka (Schnitt)
- 1935: Die ganze Welt dreht sich um Liebe (Schnitt)
- 1936: Rendezvous in Wien (Schnitt)
- 1936: Allotria (Schnitt)
- 1936: Burgtheater (Schnitt)
- 1937: Kapriolen (Schnitt)
- 1937: Serenade (Schnitt)
- 1939: Bel Ami (Schnitt)
- 1939: Ich bin Sebastian Ott (Schnitt)
- 1940: Operette (Schnitt)
- 1941: Jenny und der Herr im Frack (Schnitt)
- 1942: Wiener Blut (Schnitt, Regieassistenz)
- 1942: Ein Zug fährt ab (Schnitt, Regieassistenz)
- 1943: Frauen sind keine Engel (Schnitt)
- 1944: Hundstage (Schnitt, Regieassistenz)
- 1944: Am Vorabend (Schnitt, Regieassistenz)
- 1944/49: Wiener Mädeln (Schnitt, Regieassistenz)
- 1947: Der Hofrat Geiger (Schnitt, Regie, Drehbuch)
- 1948: Das singende Haus (Schauspieler)
- 1949: Ein bezaubernder Schwindler (Regie, Drehbuch)
- 1950: Großstadtnacht (Regie, Drehbuch, Schauspieler)
- 1951: Schatten über Neapel (Regie)
- 1952: Gefangene Seele / Verbotene Leidenschaft (Regie)
- 1952: Alle kann ich nicht heiraten (Regie)
- 1952: Am Brunnen vor dem Tore (Regie, Schauspieler)
- 1954: Bei Dir war es immer so schön (Regie, Drehbuch)
- 1954: Keine Angst vor Schwiegermüttern (Drehbuch)
- 1955: Die Drei von der Tankstelle (Regie)
- 1955: Vatertag (Drehbuch, Produktionsleitung)
- 1956: Ein tolles Hotel (Regie)
- 1956: Wo die Lerche singt (Regie)
- 1956: August der Halbstarke (Regie)
- 1958: Im Prater blüh’n wieder die Bäume (Regie)
- 1959: Die Brücke (Herstellungsleitung)
- 1961: Der Transport (Herstellungsleitung)
- 1962: Das Feuerschiff (Herstellungsleitung)
- 1963: Verspätung in Marienborn (Herstellungsleitung)
- 1964: Das Lamm (Herstellungsleitung)